# Lincoln Financial Field
Il Lincoln Financial Field è un impianto sportivo multifunzione statunitense che si trova a Filadelfia, nello Stato della Pennsylvania.
Si tratta dello stadio dei Philadelphia Eagles della NFL (National Football League). 
È stata scelta come sede per ospitare la quarantesima edizione di WrestleMania, pay-per-view di punta della WWE. L'evento si è tenuto il 6 e il 7 aprile 2024.

## Storia della costruzione
- 2 febbraio 1999: viene approvata la costruzione dello stadio dallo Stato della Pennsylvania
- 5 ottobre 2000: viene mostrato il progetto e il rendering del nuovo stadio
- 3 aprile 2001: Si comincia a bonificare il sito su cui sorgerà lo stadio
- 7 maggio 2001: Iniziano gli scavi delle fondamenta
- 15 ottobre 2001: Inizia la costruzione dello scheletro d'acciaio
- 3 giugno 2002: La società Lincoln Financial Group diventa lo sponsor principale degli Eagles e si accorda per dare il proprio nome allo stadio
- 30 giugno 2002: La struttura d'acciaio è completata
- 15 agosto 2002: comincia l'installazione dei sedili
- 26 novembre 2002: Viene installata l'erba sul campo
- 15 dicembre 2002: Viene ultimato il tetto e l'edificio è completato
- 3 agosto 2003: Lo stadio ospita il primo evento, una partita di calcio tra Manchester United e Barcellona
- 8 settembre 2003: Inaugurazione ufficiale con una partita tra Philadelphia Eagles e Tampa Bay Buccaneers
- 2014: Vengono aggiunti circa 1600 posti nelle zone Northwest, Northeast and Southwest

## Calcio
Lo stadio subito dopo la sua inaugurazione nel settembre 2003 quattro incontri del Campionato mondiale femminile di calcio. L'impianto è stato poi teatro di due edizioni della Gold Cup ospitando due incontri valevoli per i quarti di finale della Gold Cup 2009 e la finale della Gold Cup 2015. Nel 2016 lo stadio ha ospitato tre incontri dell'edizione del centenario della Copa América.

### Campionato mondiale femminile di calcio 2003
| Data              | Ora (EDT) | Squadra numero 1 | Risultato | Squadra numero 2 | Fase del torneo | Spettatori |
| ----------------- | --------- | ---------------- | --------- | ---------------- | --------------- | ---------- |
| 20 settembre 2003 | 12.00     | Norvegia         | 2–0       | Francia          | Gruppo B        | 13486      |
| 20 settembre 2003 | 14.45     | Nigeria          | 0–3       | Corea del Nord   | Gruppo B        | 13486      |
| 25 settembre 2003 | 16.45     | Svezia           | 1–0       | Corea del Nord   | Gruppo B        | 35000      |
| 25 settembre 2003 | 19.30     | Stati Uniti      | 5–0       | Nigeria          | Gruppo B        | 35000      |

### CONCACAF Gold Cup
CONCACAF Gold Cup 2009
| Data           | Squadra numero 1 | Risultato | Squadra numero 2 | Fase del torneo  | Spettatori |
| -------------- | ---------------- | --------- | ---------------- | ---------------- | ---------- |
| 18 luglio 2009 | Canada           | 0-1       | Honduras         | Quarti di finali | 32000      |
| 18 luglio 2009 | Stati Uniti      | 2-1       | Panama           | Quarti di finali | 32000      |

CONCACAF Gold Cup 2015
| Data           | Ora (EDT) | Squadra numero 1 | Risultato | Squadra numero 2 | Fase del torneo | Spettatori |
| -------------- | --------- | ---------------- | --------- | ---------------- | --------------- | ---------- |
| 26 luglio 2015 | 20:00     | Giamaica         | 1-3       | Messico          | Finale          | 68,930     |

### Copa América Centenario
| Data           | Ora (EDT) | Squadra numero 1 | Risultato | Squadra numero 2 | Fase del torneo | Spettatori |
| -------------- | --------- | ---------------- | --------- | ---------------- | --------------- | ---------- |
| 9 giugno 2016  | 19:30     | Uruguay          | 0 - 1     | Venezuela        | Gruppo C        | 23 002     |
| 11 giugno 2016 | 19:00     | Stati Uniti      | 1 - 0     | Paraguay         | Gruppo A        | 51 041     |
| 14 giugno 2016 | 20:00     | Cile             | 4 - 2     | Panama           | Gruppo D        | 27 260     |